# Bahamas Bowl 2025
Match précédent Match suivant
Le Bahamas Bowl 2025 est un match de football américain de niveau universitaire joué après la saison régulière de 2024, le 4 janvier 2025 au Thomas Robinson Stadium situé à Nassau dans l'État du Bahamas aux États-Unis.
Il s'agit de la 10e édition du Bahamas Bowl.
Le match met en présence l'équipe des Bulls de Buffalo issue de la Mid-American Conference et l'équipe des Flames de Liberty issue de la Conference USA.
Programmée vers 11 heures locales (17 heures en France), la rencintre est retransmise à la télévision par ESPN2.
Buffalo remporte le match sur le score de 26 à 7.

## Présentation du match
Il s'agit de la 4e rencontre entre les deux équipes, Liberty ayant remporté les trois premières :
| Saison | Date              | Vainqueur | Score   | Compétition                         |
| ------ | ----------------- | --------- | ------- | ----------------------------------- |
| 2023   | 16 septembre 2023 | Liberty   | 55 - 27 | Match de saison régulière à Buffalo |
| 2019   | 14 septembre 2019 | Liberty   | 35 - 17 | Match de saison régulière à Liberty |
| 1998   | 24 octobre 1998   | Liberty   | 27 - 24 | Match de saison régulière à Liberty |

| Équipes                                                                                               | Logos | Couleurs | Conférences | Entraîneurs                     | Stats. saison rég. | Classements avant le bowl | Classements avant le bowl | Classements avant le bowl |
| --- | ----- | -------- | ----------- | ------------------------------- | ------------------ | ------------------------- | ------------------------- | ------------------------- |
| Équipes                                                                                               | Logos | Couleurs | Conférences | Entraîneurs                     | Stats. saison rég. | CFP                       | AP                        | Coaches                   |
| Bulls de Buffalo                                                                                      |       |          | MAC         | Pete Lembo (en) (1re saison)    | 8 - 4              | NC                        | NC                        | NC                        |
| Flames de Liberty                                                                                     |       |          | CUSA        | Jamey Chadwell (en) (2e saison) | 8 - 3              | NC                        | NC                        | NC                        |
| - Arbitre : Darryl DeBerry (AAC) - Équipe donnée favorite par les bookmakers : Buffalo par 3 ½ points |       |          |             |                                 |                    |                           |                           |                           |

### Bulls de Buffalo
Buffalo termine la saison régulière avec un bilan de 8 victoires et 4 défaites (6-2 en matchs de conférence). Les Bulls ont rencontré deux équipes classées dans le Top 25 de l'AP et comptent une défaite en déplacement chez les #9 Tigers du Missouri (0-38) et une victoire à domicile contre les #23 Huskies de Northern Illinois (23-20).
Ils terminent la saison régulière classés 3e de la Mid-American Conference derrière Miami (Ohio) et Ohio.
À l'issue de la saison 2024 (bowl non compris), ils n'apparaissent pas dans les classements CFP, AP et Coaches.
Il s'agit de leur 2e participation au Bahamas Bowl et le 7e bowl de leur histoire (3 victoires, 3 défaites) :
| Saisons | Dates            | Vainqueurs | Scores | Finalistes | Bilan   |
| ------- | ---------------- | ---------- | ------ | ---------- | ------- |
| 2019    | 20 décembre 2019 | Buffalo    | 31 - 9 | Charlotte  | V : 1-0 |

### Flames de Liberty
Liberty e termine la saison régulière avec un bilan de 8 victoires et 3 défaites (5-3 en matchs de conférence). Les Flames n'ont rencontré aucune équipe classée dans le Top 25 de l'AP.
Ils terminent la saison régulière classés 4e de la  Conference USA.
À l'issue de la saison 2024 (bowl non compris), ils n'apparaissent pas dans les classements CFP, AP et Coaches.
Il s'agit de leur première participation au Bahamas Bowl et le 6e bowl de leur histoire (3 victoires, 2 défaites) :